# Oroles
Oroles a fost un rege dac în secolul II î.Hr.
Istoricul Trogus Pompeius susținea că dacii erau o mlădiță a geților, și că în urma războiului împotriva bastarnilor, pe care l-au pierdut, au fost pedepsiți de regele lor, Oroles, să doarmă la picioarele soțiilor lor și să facă munca pe care ele obișnuiau să o presteze în mod obișnuit în gospodărie. Tot el spunea că această poruncă rușinoasă pentru ei, dată de regele dac, a fost anulată în momentul în care bastarnii au fost înfrânți și rușinea înfrângerii a fost ștearsă. 